# Otto Wolters (Pianist)
Otto Wolters (* 17. September 1938 in Oldenburg; † 7. April 2020) war ein deutscher Jazz-Pianist.

## Leben
Wolters nahm seit seinem sechsten Lebensjahr klassischen Klavierunterricht und kam mit 15 Jahren zum Jazz, als er Erroll Garner hörte.
Er war seit 1974 Dozent für Jazzpiano an der Musikhochschule Hannover und in Braunschweig, später dann an der Städtischen Musikschule Braunschweig.
Außerdem hat er bei Jazz Clinics und Jazzseminaren Unterricht gegeben, unter anderem in Burghausen, Osnabrück und Weikersheim. Wolters hat mit vielen Musikern gespielt, darunter Gunter Hampel, Carmell Jones, Attila Zoller, Toto Blanke, Leszek Zadlo und Albert Mangelsdorff. 1980 war er zusammen mit dem amerikanischen Tenorsaxophonisten Sonny Stitt auf Tournee, 1985 mit dem Pianisten Hans Christian Wille.
Wolters spielte weiterhin im Otto-Wolters-Trio. Er starb im April 2020 im Alter von 81 Jahren.

## Diskographie (Auswahl)
- LP Boap (Otto-Wolters-Trio), 1974
- LP Innovation (Solo), 1983
- CD Ever Green (Otto-Wolters-Trio), 2000 (mit Michael Küttner und Gunnar Plümer)